# Вілланова-Туло
Вілланова-Туло (італ. Villanova Tulo, сард. Biddanoa Tulu) — муніципалітет в Італії, у регіоні Сардинія,  провінція Кальярі.
Вілланова-Туло розташована на відстані близько 370 км на південний захід від Рима, 65 км на північ від Кальярі.
Населення — 1116 осіб (2014).

## Демографія
Населення за роками:

Станом на 1 січня 2023 року в муніципалітеті офіційно проживало 10 іноземців з 6 країн, серед них 3 громадяни країн Євросоюзу.

## Сусідні муніципалітети
- Гадоні
- Ізілі
- Лаконі
- Нуррі
- Садалі
- Сеуло